# Calluga longispinata
Calluga longispinata là một loài bướm đêm trong họ Geometridae.